# Eurelijus Žukauskas
Eurelijus Žukauskas (Klaipėda, 22 agosto 1973) è un ex cestista lituano.

## Carriera
Pedina fondamentale della nazionale lituana degli anni 90, ha giocato in Italia, nella Fortitudo Bologna, nella stagione 2000-01.
È stato selezionato dai Seattle SuperSonics al secondo giro del Draft NBA 1995 (54ª scelta assoluta).

## Palmarès

### Squadra
- Campionato lituano: 3

Žalgiris Kaunas: 1997-98, 1998-99, 2007-08
- Coppa di Russia: 1

UNICS Kazan': 2002-03
- Coppa di Turchia: 1

Ülkerspor: 2004-05
- Coppa di Lituania: 1

Žalgiris Kaunas: 2008
- Eurocoppa: 1

Žalgiris Kaunas: 1997-98
- Coppa dei Campioni: 1

Žalgiris Kaunas: 1998-99
- FIBA Europe League: 1

UNICS Kazan': 2003-04
- Lega Nord Europea NEBL: 1

Žalgiris Kaunas: 1999
- Lega Baltica: 2

Lietuvos rytas: 2006-07
Žalgiris Kaunas: 2007-08

### Individuale
- Lietuvos krepšinio lyga MVP finali: 1

Žalgiris Kaunas: 1999-2000